# НФЛ в сезоне 1929
Десятый сезон Национальной футбольной лиги прошёл с 22 сентября по 15 декабря 1929 года. В соревнованиях приняло участие двенадцать клубов, на два больше, чем в предыдущем сезоне. Новыми командами стали «Ориндж Торнадос» и «Стейтен-Айленд Стэплтонс», после перерыва вернулись в НФЛ «Миннеаполис Ред Джэкетс» и «Баффало Байзонс». Прекратили существование команды «Детройт Вулверинс» и «Нью-Йорк Янкис».
Чемпионом впервые в своей истории стала команда «Грин-Бэй Пэкерс», под руководством Эрла Лэмбо не потерпевшая ни одного поражения. Ставшие вторыми «Нью-Йорк Джайентс» одержали на одну победу больше, но уступили первенство из-за худшего процента выигранных матчей.

## Чемпионат

### Межсезонье
Второго февраля 1929 года в отеле Шерман в Чикаго открылась зимняя встреча владельцев клубов лиги. В её ходе были утверждены итоги предыдущего сезона, чемпионом официально была объявлена команда «Провиденс Стимроллерс». Была расформирована команда «Нью-Йорк Янкис», права на франшизу её владелец Си Си Пайл передал хозяину «Нью-Йорк Джайентс» Тиму Маре. Президентом лиги был переизбран Джозеф Карр, пост секретаря и казначея сохранил Карл Сторк. В состав Исполнительного комитета вошли Джеймс Дули («Провиденс»), Шеп Ройл («Франкфорд») и Джордж Халас («Чикаго Беарс»). Также владельцы клубов приняли решение о переносе запланированной на июль встречи из Поттсвилла в Бостон или Дейтон.
В перерыве между двумя встречами Тим Мара купил права на франшизу и всех игроков команды «Детройт Волверинс», в предыдущем сезоне занявших третье место в лиге.
Второе собрание владельцев клубов состоялось в июле в Атлантик-Сити. В число участников соревнований вернулись «Баффало Байзонс», которые не доиграли сезон 1927 года и полностью пропустили 1928 год из-за финансовых проблем. Ранее руководство лиги намеревалось исключить франшизу из НФЛ, но под угрозой судебного иска отказались от этих планов. Чтобы застраховать себя от снятия «Байзонс» по ходу чемпионата, Карр назначил менеджером команды своего представителя Джерри Коркорана. Сменился владелец франшизы «Чикаго Кардиналс»: один из основателей лиги Крис О’Брайен продал команду Дэвиду Джонсу за 25 тысяч долларов.
В состав участников вошли команды «Ориндж Торнадос», заменившие франшизу «Дулут Эскимос», и «Стейтен-Айленд Стэплтонс», владелец которых Дэн Блейн получил место в лиге от Тима Мары. Вице-президент лиги Джон Данн после четырёхлетнего перерыва восстановил команду в Миннеаполисе, получившую название «Ред Джэкетс». Ещё одним изменением стал переезд команды «Поттсвилл Марунс» в Бостон, где они стали называться «Буллдогс».
Был утверждён ряд изменений в правилах. Был изменён порядок остановки игры после фамбла. Также лига ужесточила штраф за драки: после нарушения мяч должен был устанавливаться на отметку 15 ярдов или в два раза ближе к зачётной зоне, в зависимости от того какое расстояние было меньше. Вслед за студенческим футболом судейская бригада была расширена до четырёх человек, новый арбитр стал называться филд-джаджем.

### Ход чемпионата
Основная борьба развернулась между «Грин-Бэй Пэкерс» и «Джайентс», которые прошли первые два месяца без поражений. «Пэкерс» выиграли пять домашних матчей подряд, пропустив в них только четыре очка. Затем последовало четыре победы на выезде. «Джайентс» открыли чемпионат нулевой ничьей с «Ориндж Торнадос», а затем провели восьмиматчевую победную серию. Очная встреча лидеров состоялась 24 ноября в Нью-Йорке на стадионе «Поло Граундс». Победа в ней со счётом 20:6 осталась за «Пэкерс», которые весь матч провели задействуя всего одиннадцать игроков. Оставшуюся часть сезона обе команды также доиграли без поражений. «Грин-Бэй» выездную игру против «Франкфорда» завершил вничью и стал первым с 1923 года победителем чемпионата, не потерпевшим в нём ни одного поражения.
Разочарованием сезона стали «Чикаго Беарс», которые в первых шести матчах одержали четыре победы, но затем проиграли восемь раз и одну игру завершили ничьей. Впервые в истории команда выиграла менее половины своих матчей в чемпионате и окончила его на девятом месте. Одной из главных причин неудачи стали разногласия между совладельцами «Чикаго» Джорджем Халасом и Эдвардом Стернаманом.

### Результаты
| Неделя 1    | Неделя 1                | Неделя 1                   | Неделя 1         | Неделя 1                   | Неделя 1     |
| Дата        | Хозяева                 | Счёт                       | Гости            | Стадион                    | Посещаемость |
| ----------- | ----------------------- | -------------------------- | ---------------- | -------------------------- | ------------ |
| 22 сентября | Грин-Бэй Пэкерс         | 9:0 (0:0, 0:0, 9:0, 0:0)   | Дейтон Трайэнглс | Сити Стэдиум, Грин-Бэй     | 5 000        |
| 22 сентября | Миннеаполис Ред Джэкетс | 6:19 (6:0, 0:0, 0:12, 0:7) | Чикаго Беарс     | Бриз Стивенс Филд, Мадисон | 6 000        |

| Неделя 2    | Неделя 2                 | Неделя 2                    | Неделя 2         | Неделя 2                                                          | Неделя 2     |
| Дата        | Хозяева                  | Счёт                        | Гости            | Стадион                                                           | Посещаемость |
| ----------- | ------------------------ | --------------------------- | ---------------- | ----------------------------------------------------------------- | ------------ |
| 28 сентября | Франкфорд Йеллоу Джэкетс | 14:7 (7:0, 7:0, 0:7, 0:0)   | Дейтон Трайэнглс | Франкфорд Стэдиум, Филадельфия                                    | 7 000        |
| 29 сентября | Баффало Байзонс          | 3:9 (0:3, 0:0, 3:6, 0:0)    | Чикаго Кардиналс | Байзон Стэдиум, Буффало                                           | 4 000        |
| 29 сентября | Нью-Йорк Джайентс        | 0:0 (0:0, 0:0, 0:0, 0:0)    | Ориндж Торнадос  | Найтс оф Коламбус Стэдиум, [[Ист-Ориндж (Нью-Джерси)]Ист-Ориндж]] | 9 000        |
| 29 сентября | Грин-Бэй Пэкерс          | 23:0 (0:0, 14:0, 9:0, 0:0)  | Чикаго Беарс     | Сити Стэдиум, Грин-Бэй                                            | 13 000       |
| 29 сентября | Провиденс Стимроллерс    | 41:0 (13:0, 21:0, 0:0, 7:0) | Дейтон Трайэнглс | Сайклдром, Провиденс                                              | 8 500        |

| Неделя 3  | Неделя 3                 | Неделя 3                   | Неделя 3                 | Неделя 3                              | Неделя 3     |
| Дата      | Хозяева                  | Счёт                       | Гости                    | Стадион                               | Посещаемость |
| --------- | ------------------------ | -------------------------- | ------------------------ | ------------------------------------- | ------------ |
| 5 октября | Франкфорд Йеллоу Джэкетс | 19:0 (0:0, 0:0, 0:0, 19:0) | Баффало Байзонс          | Франкфорд Стэдиум, Филадельфия        | 6 000        |
| 6 октября | Ориндж Торнадос          | 7:0 (0:0, 0:0, 7:0, 0:0)   | Бостон Буллдогс          | Найтс оф Коламбус Стэдиум, Ист-Ориндж | 7 000        |
| 6 октября | Провиденс Стимроллерс    | 0:7 (0:7, 0:0, 0:0, 0:0)   | Нью-Йорк Джайентс        | Сайклдром, Провиденс                  | 14 000       |
| 6 октября | Грин-Бэй Пэкерс          | 9:2 (0:2, 0:0, 3:0, 6:0)   | Чикаго Кардиналс         | Сити Стэдиум, Грин-Бэй                | 6 000        |
| 6 октября | Миннеаполис Ред Джэкетс  | 6:7 (0:7, 0:0, 6:0, 0:0)   | Чикаго Беарс             | Николлет Парк, Миннеаполис            | 6 000        |
| 6 октября | Баффало Байзонс          | 0:13 (0:6, 0:7, 0:0, 0:0)  | Франкфорд Йеллоу Джэкетс | Байзон Стэдиум, Буффало               | н/д          |
| 6 октября | Стейтен-Айленд Стэплтонс | 12:0 (0:0, 6:0, 0:0, 6:0)  | Дейтон Трайэнглс         | Томпсон Стэдиум, Нью-Йорк             | 6 000        |

| Неделя 4   | Неделя 4                | Неделя 4                    | Неделя 4                 | Неделя 4                   | Неделя 4     |
| Дата       | Хозяева                 | Счёт                        | Гости                    | Стадион                    | Посещаемость |
| ---------- | ----------------------- | --------------------------- | ------------------------ | -------------------------- | ------------ |
| 13 октября | Нью-Йорк Джайентс       | 19:9 (0:2, 6:7, 6:0, 7:0)   | Стейтен-Айленд Стэплтонс | Поло Граундс, Нью-Йорк     | 30 000       |
| 13 октября | Провиденс Стимроллерс   | 7:0 (0:0, 7:0, 0:0, 0:0)    | Ориндж Торнадос          | Сайклдром, Провиденс       | 10 000       |
| 13 октября | Миннеаполис Ред Джэкетс | 14:7 (0:0, 0:0, 7:7, 7:0)   | Чикаго Кардиналс         | Николлет Парк, Миннеаполис | 10 000       |
| 13 октября | Грин-Бэй Пэкерс         | 14:2 (7:0, 0:2, 0:0, 7:0)   | Франкфорд Йеллоу Джэкетс | Сити Стэдиум, Грин-Бэй     | 9 000        |
| 13 октября | Баффало Байзонс         | 0:16 (0:2, 0:7, 0:7, 0:0)   | Чикаго Беарс             | Байзон Стэдиум, Буффало    | н/д          |
| 13 октября | Бостон Буллдогс         | 41:0 (0:0, 14:0, 7:0, 20:0) | Дейтон Трайэнглс         | Брэйвз Филд, Бостон        | 800          |

| Неделя 5   | Неделя 5                 | Неделя 5                   | Неделя 5                 | Неделя 5                       | Неделя 5     |
| Дата       | Хозяева                  | Счёт                       | Гости                    | Стадион                        | Посещаемость |
| ---------- | ------------------------ | -------------------------- | ------------------------ | ------------------------------ | ------------ |
| 19 октября | Франкфорд Йеллоу Джэкетс | 6:6 (0:0, 6:0, 0:6, 0:0)   | Ориндж Торнадос          | Франкфорд Стэдиум, Филадельфия | 6 000        |
| 20 октября | Бостон Буллдогс          | 13:19 (6:0, 7:6, 0:7, 0:6) | Ориндж Торнадос          | Брэйвз Филд, Бостон            | 6 000        |
| 20 октября | Грин-Бэй Пэкерс          | 24:0 (0:0, 12:0, 6:0, 6:0) | Миннеаполис Ред Джэкетс  | Сити Стэдиум, Грин-Бэй         | 10 000       |
| 20 октября | Провиденс Стимроллерс    | 7:7 (0:0, 7:0, 0:7, 0:0)   | Баффало Байзонс          | Сайклдром, Провиденс           | 8 500        |
| 20 октября | Чикаго Беарс             | 0:0 (0:0, 0:0, 0:0, 0:0)   | Чикаго Кардиналс         | Ригли Филд, Чикаго             | 20 000       |
| 20 октября | Нью-Йорк Джайентс        | 32:0 (0:0, 19:0, 7:0, 6:0) | Франкфорд Йеллоу Джэкетс | Поло Граундс, Нью-Йорк         | 30 000       |

| Неделя 6   | Неделя 6                 | Неделя 6                   | Неделя 6                 | Неделя 6                       | Неделя 6     |
| Дата       | Хозяева                  | Счёт                       | Гости                    | Стадион                        | Посещаемость |
| ---------- | ------------------------ | -------------------------- | ------------------------ | ------------------------------ | ------------ |
| 26 октября | Франкфорд Йеллоу Джэкетс | 6:6 (6:0, 0:6, 0:0, 0:0)   | Стейтен-Айленд Стэплтонс | Франкфорд Стэдиум, Филадельфия | 7 000        |
| 27 октября | Нью-Йорк Джайентс        | 19:0 (7:0, 0:0, 6:0, 6:0)  | Провиденс Стимроллерс    | Поло Граундс, Нью-Йорк         | 25 000       |
| 27 октября | Чикаго Кардиналс         | 6:7 (0:0, 0:7, 0:0, 6:0)   | Грин-Бэй Пэкерс          | Комиски Парк, Чикаго           | 8 000        |
| 27 октября | Бостон Буллдогс          | 14:6 (0:0, 14:6, 0:0, 0:0) | Баффало Байзонс          | Майнерсвилл Парк, Майнерсвилл  | н/д          |
| 27 октября | Чикаго Беарс             | 27:0 (13:0, 0:0, 7:0, 7:0) | Миннеаполис Ред Джэкетс  | Ригли Филд, Чикаго             | 9 500        |
| 27 октября | Стейтен-Айленд Стэплтонс | 0:3 (0:0, 0:3, 0:0, 0:0)   | Франкфорд Йеллоу Джэкетс | Томпсон Стэдиум, Нью-Йорк      | 10 000       |
| 29 октября | Бостон Буллдогс          | 6:0 (0:0, 0:0, 0:0, 6:0)   | Ориндж Торнадос          | Майнерсвилл Парк, Майнерсвилл  | 2 000        |

| Неделя 7 | Неделя 7                 | Неделя 7                    | Неделя 7              | Неделя 7                       | Неделя 7     |
| Дата     | Хозяева                  | Счёт                        | Гости                 | Стадион                        | Посещаемость |
| -------- | ------------------------ | --------------------------- | --------------------- | ------------------------------ | ------------ |
| 2 ноября | Франкфорд Йеллоу Джэкетс | 8:0 (6:0, 0:0, 2:0, 0:0)    | Чикаго Кардиналс      | Франкфорд Стэдиум, Филадельфия | 5 000        |
| 3 ноября | Стейтен-Айленд Стэплтонс | 0:0 (0:0, 0:0, 0:0, 0:0)    | Ориндж Торнадос       | Томпсон Стэдиум, Нью-Йорк      | 3 500        |
| 3 ноября | Чикаго Беарс             | 14:26 (7:6, 0:0, 0:20, 7:0) | Нью-Йорк Джайентс     | Ригли Филд, Чикаго             | 26 000       |
| 3 ноября | Миннеаполис Ред Джэкетс  | 6:16 (0:6, 0:0, 6:0, 0:10)  | Грин-Бэй Пэкерс       | Николлет Парк, Миннеаполис     | 3 000        |
| 5 ноября | Стейтен-Айленд Стэплтонс | 7:7 (0:7, 7:0, 0:0, 0:0)    | Провиденс Стимроллерс | Томпсон Стэдиум, Нью-Йорк      | 10 000       |
| 5 ноября | Баффало Байзонс          | 6:45 (0:14, 6:25, 0:0, 0:6) | Нью-Йорк Джайентс     | Байзон Стэдиум, Буффало        | н/д          |
| 6 ноября | Провиденс Стимроллерс    | 0:16 (0:0, 0:10, 0:0, 0:6)  | Чикаго Кардиналс      | Кинсли Парк, Провиденс         | 6 000        |

| Неделя 8  | Неделя 8                 | Неделя 8                   | Неделя 8                 | Неделя 8                       | Неделя 8     |
| Дата      | Хозяева                  | Счёт                       | Гости                    | Стадион                        | Посещаемость |
| --------- | ------------------------ | -------------------------- | ------------------------ | ------------------------------ | ------------ |
| 9 ноября  | Франкфорд Йеллоу Джэкетс | 7:0 (0:0, 7:0, 0:0, 0:0)   | Провиденс Стимроллерс    | Франкфорд Стэдиум, Филадельфия | 6 000        |
| 10 ноября | Стейтен-Айленд Стэплтонс | 14:6 (7:0, 0:6, 7:0, 0:0)  | Бостон Буллдогс          | Томпсон Стэдиум, Нью-Йорк      | 7 500        |
| 10 ноября | Нью-Йорк Джайентс        | 22:0 (13:0, 3:0, 6:0, 0:0) | Ориндж Торнадос          | Поло Граундс, Нью-Йорк         | 20 000       |
| 10 ноября | Чикаго Беарс             | 0:14 (0:0, 0:0, 0:14, 0:0) | Грин-Бэй Пэкерс          | Ригли Филд, Чикаго             | 13 000       |
| 10 ноября | Чикаго Кардиналс         | 8:0 (0:0, 2:0, 0:0, 6:0)   | Миннеаполис Ред Джэкетс  | Комиски Парк, Чикаго           | 1 000        |
| 10 ноября | Провиденс Стимроллерс    | 6:7 (6:0, 0:0, 0:0, 0:7)   | Франкфорд Йеллоу Джэкетс | Сайклдром, Провиденс           | н/д          |

| Неделя 9  | Неделя 9                 | Неделя 9                    | Неделя 9                 | Неделя 9                              | Неделя 9     |
| Дата      | Хозяева                  | Счёт                        | Гости                    | Стадион                               | Посещаемость |
| --------- | ------------------------ | --------------------------- | ------------------------ | ------------------------------------- | ------------ |
| 16 ноября | Франкфорд Йеллоу Джэкетс | 20:14 (13:7, 0:0, 0:0, 7:7) | Чикаго Беарс             | Франкфорд Стэдиум, Филадельфия        | 9 000        |
| 17 ноября | Бостон Буллдогс          | 12:7 (0:0, 12:0, 0:7, 0:0)  | Баффало Байзонс          | Брэйвз Филд, Бостон                   | н/д          |
| 17 ноября | Провиденс Стимроллерс    | 19:16 (7:7, 0:3, 6:0, 6:6)  | Миннеаполис Ред Джэкетс  | Сайклдром, Провиденс                  | н/д          |
| 17 ноября | Чикаго Кардиналс         | 0:12 (0:6, 0:0, 0:0, 0:6)   | Грин-Бэй Пэкерс          | Комиски Парк, Чикаго                  | 10 000       |
| 17 ноября | Нью-Йорк Джайентс        | 34:0 (0:0, 7:0, 20:0, 7:0)  | Чикаго Беарс             | Поло Граундс, Нью-Йорк                | 15 000       |
| 17 ноября | Ориндж Торнадос          | 0:0 (0:0, 0:0, 0:0, 0:0)    | Франкфорд Йеллоу Джэкетс | Найтс оф Коламбус Стэдиум, Ист-Ориндж | 1 500        |

| Неделя 10 | Неделя 10                | Неделя 10                   | Неделя 10               | Неделя 10                      | Неделя 10    |
| Дата      | Хозяева                  | Счёт                        | Гости                   | Стадион                        | Посещаемость |
| --------- | ------------------------ | --------------------------- | ----------------------- | ------------------------------ | ------------ |
| 23 ноября | Франкфорд Йеллоу Джэкетс | 24:0 (0:0, 10:0, 14:0, 0:0) | Миннеаполис Ред Джэкетс | Франкфорд Стэдиум, Филадельфия | 5 000        |
| 24 ноября | Чикаго Беарс             | 7:19 (0:0, 7:7, 0:0, 0:12)  | Баффало Байзонс         | Ригли Филд, Чикаго             | 3 500        |
| 24 ноября | Чикаго Кардиналс         | 19:0 (6:0, 6:0, 7:0, 0:0)   | Дейтон Трайэнглс        | Комиски Парк, Чикаго           | 300          |
| 24 ноября | Стейтен-Айленд Стэплтонс | 34:0 (21:0, 6:0, 0:0, 7:0)  | Миннеаполис Ред Джэкетс | Томпсон Стэдиум, Нью-Йорк      | 2 000        |
| 24 ноября | Нью-Йорк Джайентс        | 6:20 (0:7, 0:0, 6:0, 0:13)  | Грин-Бэй Пэкерс         | Поло Граундс, Нью-Йорк         | 25 000       |
| 24 ноября | Провиденс Стимроллерс    | 20:6 (7:0, 7:0, 0:0, 6:6)   | Бостон Буллдогс         | Сайклдром, Провиденс           | н/д          |

| Неделя 11 | Неделя 11                | Неделя 11                   | Неделя 11                | Неделя 11                             | Неделя 11    |
| Дата      | Хозяева                  | Счёт                        | Гости                    | Стадион                               | Посещаемость |
| --------- | ------------------------ | --------------------------- | ------------------------ | ------------------------------------- | ------------ |
| 28 ноября | Стейтен-Айленд Стэплтонс | 7:21 (0:14, 0:0, 7:0, 0:7)  | Нью-Йорк Джайентс        | Томпсон Стэдиум, Нью-Йорк             | 12 000       |
| 28 ноября | Чикаго Беарс             | 6:40 (0:13, 0:7, 6:7, 0:13) | Чикаго Кардиналс         | Комиски Парк, Чикаго                  | 8 000        |
| 28 ноября | Франкфорд Йеллоу Джэкетс | 0:0 (0:0, 0:0, 0:0, 0:0)    | Грин-Бэй Пэкерс          | Франкфорд Стэдиум, Филадельфия        | 8 500        |
| 1 декабря | Ориндж Торнадос          | 3:0 (0:0, 0:0, 3:0, 0:0)    | Стейтен-Айленд Стэплтонс | Найтс оф Коламбус Стэдиум, Ист-Ориндж | 8 000        |
| 1 декабря | Провиденс Стимроллерс    | 0:25 (0:6, 0:0, 0:6, 0:13)  | Грин-Бэй Пэкерс          | Сайклдром, Провиденс                  | 6 500        |
| 1 декабря | Нью-Йорк Джайентс        | 24:21 (7:0, 7:9, 0:6, 10:6) | Чикаго Кардиналс         | Поло Граундс, Нью-Йорк                | 5 000        |
| 1 декабря | Чикаго Беарс             | 0:0 (0:0, 0:0, 0:0, 0:0)    | Франкфорд Йеллоу Джэкетс | Ригли Филд, Чикаго                    | 1 500        |

| Неделя 12 | Неделя 12                | Неделя 12                  | Неделя 12                | Неделя 12                             | Неделя 12    |
| Дата      | Хозяева                  | Счёт                       | Гости                    | Стадион                               | Посещаемость |
| --------- | ------------------------ | -------------------------- | ------------------------ | ------------------------------------- | ------------ |
| 7 декабря | Франкфорд Йеллоу Джэкетс | 0:12 (0:6, 0:0, 0:0, 0:6)  | Нью-Йорк Джайентс        | Франкфорд Стэдиум, Филадельфия        | 7 000        |
| 8 декабря | Ориндж Торнадос          | 0:26 (0:0, 0:20, 0:0, 0:6) | Чикаго Кардиналс         | Найтс оф Коламбус Стэдиум, Ист-Ориндж | н/д          |
| 8 декабря | Чикаго Беарс             | 0:25 (0:6, 0:0, 0:19, 0:0) | Грин-Бэй Пэкерс          | Ригли Филд, Чикаго                    | 6 000        |
| 8 декабря | Нью-Йорк Джайентс        | 31:0 (6:0, 19:0, 0:0, 6:0) | Франкфорд Йеллоу Джэкетс | Поло Граундс, Нью-Йорк                | 20 000       |

| Неделя 13  | Неделя 13                | Неделя 13                 | Неделя 13         | Неделя 13                      | Неделя 13    |
| Дата       | Хозяева                  | Счёт                      | Гости             | Стадион                        | Посещаемость |
| ---------- | ------------------------ | ------------------------- | ----------------- | ------------------------------ | ------------ |
| 14 декабря | Франкфорд Йеллоу Джэкетс | 10:0 (3:0, 7:0, 0:0, 0:0) | Ориндж Торнадос   | Франкфорд Стэдиум, Филадельфия | н/д          |
| 15 декабря | Чикаго Беарс             | 9:14 (6:7, 0:0, 3:0, 0:7) | Нью-Йорк Джайентс | Ригли Филд, Чикаго             | 5 000        |

### Итоговая таблица
В = выиграно матчей, П = проиграно матчей, Н = ничьи, П% = процент побед, НО = набрано очков, ПО = пропущено очков
| Команда                  | В  | П | Н | П%   | НО  | ПО  |
| ------------------------ | -- | - | - | ---- | --- | --- |
| Грин-Бэй Пэкерс          | 12 | 0 | 1 | 100  | 198 | 22  |
| Нью-Йорк Джайентс        | 13 | 1 | 1 | 92,9 | 312 | 86  |
| Франкфорд Йеллоу Джэкетс | 10 | 4 | 5 | 71,4 | 139 | 128 |
| Бостон Буллдогс          | 4  | 4 | 0 | 50,0 | 98  | 73  |
| Чикаго Кардиналс         | 6  | 6 | 1 | 50,0 | 154 | 83  |
| Стейтен-Айленд Стэплтонс | 3  | 4 | 3 | 42,9 | 89  | 65  |
| Провиденс Стимроллерс    | 4  | 6 | 2 | 40,0 | 107 | 117 |
| Ориндж Торнадос          | 3  | 5 | 4 | 37,5 | 35  | 80  |
| Чикаго Беарс             | 4  | 9 | 2 | 30,8 | 119 | 227 |
| Баффало Байзонс          | 1  | 7 | 1 | 12,5 | 48  | 142 |
| Миннеаполис Ред Джэкетс  | 1  | 9 | 0 | 10,0 | 48  | 185 |
| Дейтон Трайэнглс         | 0  | 6 | 0 | 0,0  | 7   | 136 |

- Примечание: ничейные результаты не учитывались при определении положения команд до 1972 года

## Символические сборные сезона
Сборные лучших игроков по итогам чемпионата были опубликованы газетами Chicago Tribune и Green Bay Press-Gazette, а также спортивным журналом Collyer’s Eye.

### Версия Chicago Tribune
- тэкл Булл Беман (Франкфорд Йеллоу Джэкетс)
- энд Лаверн Дилвег (Грин-Бэй Пэкерс)
- энд Рэй Флаэрти (Нью-Йорк Джайентс)
- тейлбек Бенни Фридман (Нью-Йорк Джайентс)
- тейлбек Верн Левеллен (Грин-Бэй Пэкерс)
- гард Майк Михальске (Грин-Бэй Пэкерс)
- фуллбек Эрни Неверс (Чикаго Кардиналс)
- фуллбек Тони Плански (Нью-Йорк Джайентс)
- центр Джо Воступал (Нью-Йорк Джайентс)
- тэкл Кэл Хаббард (Грин-Бэй Пэкерс)
- тэкл Дьюк Слейтер (Чикаго Кардиналс)

### Версия Green Bay Press-Gazette
- тэкл Булл Беман (Франкфорд Йеллоу Джэкетс)
- энд Лаверн Дилвег (Грин-Бэй Пэкерс)
- энд Рэй Флаэрти (Нью-Йорк Джайентс)
- тейлбек Бенни Фридман (Нью-Йорк Джайентс)
- тейлбек Верн Левеллен (Грин-Бэй Пэкерс)
- гард Майк Михальске (Грин-Бэй Пэкерс)
- фуллбек Эрни Неверс (Чикаго Кардиналс)
- фуллбек Тони Плански (Нью-Йорк Джайентс)
- центр Джо Воступал (Нью-Йорк Джайентс)
- тэкл Боб Битти (Ориндж Торнадос)
- центр Милт Ренквист (Провиденс Стимроллерс)

### Версия Collyer’s Eye
- тэкл Булл Беман (Франкфорд Йеллоу Джэкетс)
- энд Лаверн Дилвег (Грин-Бэй Пэкерс)
- энд Рэй Флаэрти (Нью-Йорк Джайентс)
- тейлбек Бенни Фридман (Нью-Йорк Джайентс)
- тейлбек Верн Левеллен (Грин-Бэй Пэкерс)
- гард Майк Михальске (Грин-Бэй Пэкерс)
- фуллбек Эрни Неверс (Чикаго Кардиналс)
- фуллбек Тони Плански (Нью-Йорк Джайентс)
- центр Джо Воступал (Нью-Йорк Джайентс)
- гард Уолт Кислинг (Чикаго Кардиналс)
- тэкл Стив Оуэн (Нью-Йорк Джайентс)